# Mistrzostwa Polski w Łyżwiarstwie Szybkim w Wieloboju Sprinterskim 1990
9. Mistrzostwa Polski w wieloboju sprinterskim odbyły się w dniach 27-28 stycznia 1990 roku na torze Błonie w Sanoku.

## Kobiety
| Pozycja | Zawodniczka    | Klub              | 500 m | Pkt. | 1000 m | Pkt. | 500 m | Pkt. | 1000 m | Pkt. | Suma pkt. |
| ------- | -------------- | ----------------- | ----- | ---- | ------ | ---- | ----- | ---- | ------ | ---- | --------- |
| 01 !    | Ewa Borkowska  | Olimpia Elbląg    |       |      |        |      |       |      |        |      | 178,985   |
| 02 !    | Bogumiła Haber | Podhale Nowy Targ |       |      |        |      |       |      |        |      | 179,595   |
| 03 !    | Aneta Rękas    | Olimpia Elbląg    |       |      |        |      |       |      |        |      | 181,200   |

## Mężczyźni
| Pozycja | Zawodnik          | Klub              | 500 m | Pkt. | 1000 m | Pkt. | 500 m | Pkt. | 1000 m | Pkt. | Suma pkt. |
| ------- | ----------------- | ----------------- | ----- | ---- | ------ | ---- | ----- | ---- | ------ | ---- | --------- |
| 01 !    | Tomasz Jankowski  | Marymont Warszawa |       |      |        |      |       |      |        |      | 158,875   |
| 02 !    | Mariusz Maślanka  | Legia Warszawa    |       |      |        |      |       |      |        |      | 160,690   |
| 03 !    | Jacek Dobrowolski | Legia Warszawa    |       |      |        |      |       |      |        |      | 162,875   |